# David Friedrich Strauss

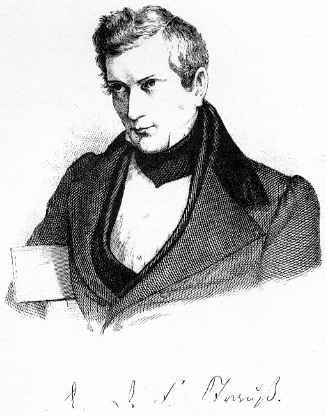
Retrato de David Strauss.

David Friedrich Strauss (Ludwigsburg, Alemanha, 27 de janeiro de 1808 – 8 de fevereiro de 1874) foi um teólogo e exegeta alemão.

## Vida
Em Setembro de 1825 iniciou os seus estudos de teologia no seminário protestante de Tübingen, sendo depois professor no seminário de Maulbroon.
Discípulo de Hegel, tornou-se muito conhecido após a publicação, em 1835, da obra Vida de Jesus, que causou escândalo nos meios religiosos da Alemanha. Para Strauss, o sucesso do cristianismo explicava-se por um "mito de Jesus", que teria sido forjado pela mentalidade judaica dos tempos apostólicos, e que não poderia ser sustentada pela ciência moderna — perspectiva depois adoptada por Ernest Renan na sua Vida de Jesus.
Hegel, com a sua "despersonalização" da religião, havia introduzido a chamada corrente do racionalismo hegeliano no seio do protestantismo alemão, que afirmava que o cristianismo apenas podia ser salvo através do esvaziar do seu conteúdo sobrenatural. Os hegelianos pretendiam fundar a religião cristã sobre uma base exclusivamente racional. Strauss, discípulo de Hegel, mas reagindo aos racionalistas hegelianos, vinha argumentar que o cristianismo apenas se podia defender através da veracidade dos testemunhos evangélicos.
Nos Estados Unidos da América, a tese de Strauss encontrou eco quase imediato em Theodore Parker (1810–1860) que, em 1841, fez um sermão intitulado "A Discourse of the Transient and Permanent in Christianity", uma espécie de manifesto do chamado "transcendentalismo". Na Alemanha, porém, Strauss viu-se desautorizado logo em 1845, com a obra "Paulus der Apostel Jesu Christi" de Ferdinand Christian Baur, do fundador da chamada "tendência" ou escola de exegese de Tübingen.
A tese e a obra de Strauss dominaram o movimento crítico da religião na Europa, sobretudo entre agnósticos e ateus, durante a segunda metade do século XIX, podendo ser seguido o seu percurso de influência em três direcções principais: por intermédio de Feuerbach, tocando Karl Marx; por intermédio de Renan, no materialismo francês do século XIX; e, em Haeckel, com difusão nas correntes cientistas. 